# هيلين فريمان (محافظة على الطبيعة)
هيلين فريمان (بالإنجليزية: Helen Freeman)‏ هي محافظة على الطبيعة أمريكية، ولدت في 10 مارس 1932، وتوفيت في 20 سبتمبر 2007.